# Zbór Chrześcijańskiej Wspólnoty Zielonoświątkowej w Łodzi
Zbór Chrześcijańskiej Wspólnoty Zielonoświątkowej w Łodzi – zbór  Chrześcijańskiej Wspólnoty Zielonoświątkowej działający w Łodzi.
Stanowisko pastora zboru pełni Leszek Bijak. Nabożeństwa prowadzone są dwa razy w tygodniu w domu modlitwy przy ul. Rogozińskiego 23. Ponadto raz w miesiącu odbywają się nabożeństwa modlitewne.

## Historia
W latach 20. XX wieku małżeństwo Wojtasików wyemigrowało z Polski do Francji. Antoni Wojtasik, zatrudniony w francuskiej kopalni węgla, zetknął się na terenie zakładu z Badaczami Pisma Świętego, jednak w wyniku odmiennego spojrzenia na niektóre kwestie, głównie związane poglądami na działanie Ducha Świętego, przystąpił do polskojęzycznej grupy rozważającej Biblię, która wkrótce przekształciła się w zbór pięćdziesiątników.
Wojtasikowie powrócili Polski do w 1936, jednak nie odnaleźli tu innych współwyznawców i pragnąc nawiązania społeczności z innymi wierzącymi, uczestniczyli nieregularnie w nabożeństwach łódzkiego zboru baptystów.
W trakcie II wojny światowej Wojtasikowie prowadzili nabożeństwa domowe dla swojej rodziny. Po jej zakończeniu nadal nie posiadali kontaktów z innymi wspólnotami pięćdziesiątników. Antoni Wojtasik wkrótce dowiedział się jednak o istnieniu zborów Uściu Gorlickim i Wysowej, pozyskał również kontakt do rodziny wierzących zamieszkałej w Przemyślu. Również jego syn, Henryk, podczas pobytu w Krynicy nawiązał relacje z tamtejszymi wiernymi. Antoni Wojtasik odwiedził następnie Przemyśl, gdzie pozyskał informacje o istnieniu dolnośląskich zborów w Polkowicach i Żelaźnie, z którymi nawiązał później bliskie stosunki. W efekcie do Łodzi przybywali członkowie tych zborów, jak również wierni zboru w Wysowej. Wojtasikowie nawiązali także kontakty z rodzinami pięćdziesiątników powracającymi z emigracji we Francji, którzy związali się następnie ze zborem w Gliwicach.
Po powstaniu w Łodzi zboru zielonoświątkowego Zjednoczonego Kościoła Ewangelicznego Wojtasikowie uczestniczyli w prowadzonych przez niego nabożeństwach. Prowadzili także nadal nabożeństwa domowe, na których gościli też członków ZKE. Ich domowa wspólnota pięćdziesiątników rozrastała się w wyniku powiększania się ich rodziny i przejścia do niej osób ze zboru ZKE. Przełożonym powstałego w ten sposób zboru pięćdziesiątników pozostawał w latach 70. XX wieku Henryk Wojtasik, wprowadzony w tę funkcję przez Michała Jawdyka ze zboru w Legnicy. Po jego rezygnacji stanowisko przełożonego objął Władysław Wojtasik.
W 1986 zbór pięćdziesiątników w Łodzi został zarejestrowany i wszedł w skład Chrześcijańskiej Wspólnoty Zielonoświątkowej.
Po śmierci założycieli zboru należący do nich dom, w którym prowadzone były spotkania zboru został wyburzony, a nabożeństwa przeniesione zostały do innych mieszkań prywatnych członków wspólnoty. W 1998 zbór wynajął od Zboru Kościoła Chrześcijan Baptystów salę przy ul. Abramowskiego 25, dokąd przeniesiono jego siedzibę. Prowadzone tam były dwa nabożeństwa tygodniowo. Współcześnie spotkania zboru mają miejsce w domu modlitwy przy ul. Rogozińskiego 23.